# 勒奥姆县
勒奥姆县（法語：canton du Hom；2021年之前名为蒂里阿库尔县 (canton de Thury-Harcourt)）是法国卡尔瓦多斯省的一个县（省级选区），中央投票站位于蒂里阿库尔勒奥姆。该县涵盖42个市镇。